# Горяново (Орловська область)
Горяново (рос. Горяново) — присілок в Урицькому районі Орловської області Російської Федерації.
Населення становить 62 особи. Входить до муніципального утворення Котовське сільське поселення.

## Історія
Населений пункт розташований у межах Чорнозем'я та історичного Дикого Поля. Від 30 липня 1928 року у складі Орловського округу Центрально-Чорноземної області, 13 червня 1934 року після ліквідації Центрально-Чорноземної області населений пункт увійшов до складу новоствореної Курської області.
Відтак, від 27 вересня 1937 року в складі новоствореної Орловської області.
Від 2013 року входить до муніципального утворення Котовське сільське поселення.

## Населення
| 2010 |
| ---- |
| 62   |